# Ctirad Klimánek
Ctirad Klimánek (* 5. listopadu 1984) je bývalý český profesionální basketbalista, který hrál za český národní tým do 20 let na Mistrovství Evropy v Brně (FIBA Europe U20 2004 – ČR 8. místo), na Světové Univerziádě v Bangkoku (2007 24th Summer Universiade) a Národní basketbalovou ligu za tým NH Ostrava, KK Sokol Vyšehrad a také profesionální basketbalové soutěže v Holandsku, Belgii a Německu. Hrál na pozici křídla.
Po basketbalové kariéře se věnuje mezinárodní železniční logistice. Od roku 2014 byl na pozici ředitele železniční dopravy u mezinárodní korporace GEFCO (nyní CEVA Logistics). V roce 2019 patřil mezi top kandidáty do představenstva společnosti České dráhy, a.s.. V roce 2020 spoluzaložil železniční on-line tržiště RAILVIS.com a železniční médium RAILMARKET.com.

## Kariéra
- 2003–2007: NH Ostrava
- 2007–2008: Aris Leeuwarden
- 2008–2009: BC Ninane
- 2009–2010: KK Sokol Vyšehrad
- 2013–2014: RSV Eintracht Basketball

## Statistiky
| Sezóna   | Soutěž      | Odehrané minuty | Průměr na zápas | Body | Průměr na zápas |
| -------- | ----------- | --------------- | --------------- | ---- | --------------- |
| 2003/04  | Mattoni NBL | 477.3           | 14.9            | 165  | 5.2             |
| 2004/05  | Mattoni NBL | 463.3           | 14.0            | 130  | 3.9             |
| 2005/06  | Mattoni NBL | 408.9           | 14.1            | 129  | 4.4             |
| 2006/07* | Mattoni NBL | 169.3           | 14.1            | 49   | 4.1             |

 *Rozehraná sezóna - údaje k 20.1.2007 